# Distretto di Lienz
Il distretto di Lienz, che coincide geograficamente con il Tirolo Orientale o Tirolo dell'Est (in tedesco Osttirol), in italiano anche Alto Drava, è la parte orientale della regione storica del Tirolo nonché del Land austriaco del Tirolo.

## Geografia fisica

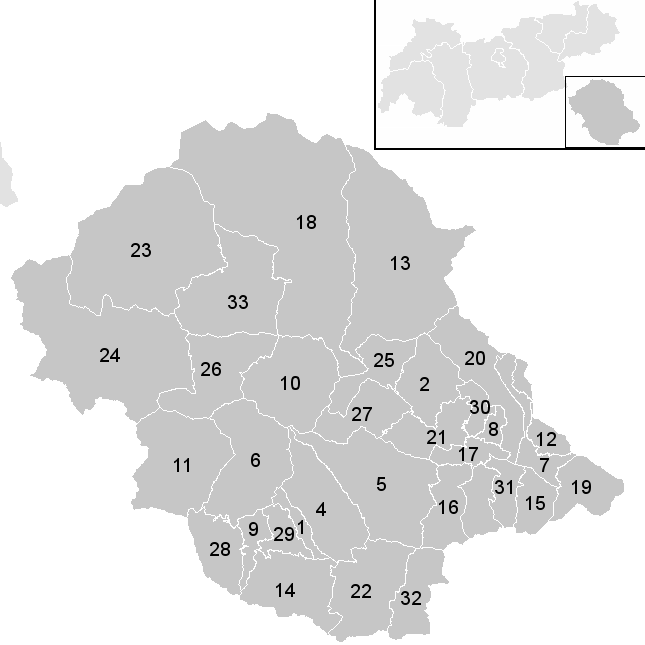
La distribuzione dei comuni

Confina con la Carinzia, il Salisburghese e l'Italia (Veneto e Trentino-Alto Adige). Risulta quindi essere un'exclave rispetto alla parte principale del Land (ossia il Tirolo Settentrionale), non essendo in alcun modo contiguo con essa: tale situazione si è creata da quando l'Alto Adige è stato annesso all'Italia nel 1919/20.
Il distretto comprende parti delle seguenti valli: la Val Pusteria, l'Iseltal, il Defereggen, la Virgental, la Kalser Tal e la Gailtal. Il capoluogo è la città di Lienz.
I gruppi montuosi presenti sono gli Alti Tauri (Gruppo del Venediger, Gruppo del Granatspitze e Gruppo del Glockner), le Alpi Pusteresi, le Dolomiti di Lienz, e le Alpi Carniche.

## Geografia antropica

### Suddivisioni amministrative
Il distretto si suddivide in 33 comuni. Lienz ha lo status di città (Stadt).
| Nr. | Nome                       | Popolazione (2001) | Superficie (km²) | Densità (ab/km²) |
| 01. | Abfaltersbach              | 616                | 10,27            | 60               |
| 02. | Ainet                      | 1018               | 40,43            | 25               |
| 03. | Amlach                     | 324                | 22,49            | 14               |
| 04. | Anras                      | 1337               | 62,06            | 22               |
| 05. | Assling                    | 2084               | 98,94            | 21               |
| 06. | Außervillgraten            | 977                | 79,10            | 12               |
| 07. | Dölsach                    | 2189               | 24,16            | 91               |
| 08. | Gaimberg                   | 767                | 7,28             | 105              |
| 09. | Heinfels                   | 997                | 14,56            | 68               |
| 10. | Hopfgarten in Defereggen   | 839                | 73,17            | 11               |
| 11. | Innervillgraten            | 984                | 87,83            | 11               |
| 12. | Iselsberg-Stronach         | 570                | 17,96            | 32               |
| 13. | Kals am Großglockner       | 1338               | 180,54           | 7                |
| 14. | Kartitsch                  | 897                | 58,91            | 15               |
| 15. | Lavant                     | 280                | 22,55            | 12               |
| 16. | Leisach                    | 881                | 33,27            | 26               |
| 17. | Lienz (città)              | 12079              | 15,95            | 757              |
| 18. | Matrei in Osttirol (paese) | 4903               | 277,75           | 18               |
| 19. | Nikolsdorf                 | 863                | 33,61            | 26               |
| 20. | Nußdorf-Debant (paese)     | 3097               | 53,44            | 58               |
| 21. | Oberlienz                  | 1438               | 33,80            | 43               |
| 22. | Obertilliach               | 796                | 65,04            | 12               |
| 23. | Prägraten am Großvenediger | 1274               | 180,36           | 7                |
| 24. | Sankt Jakob in Defereggen  | 1009               | 185,96           | 5                |
| 25. | Sankt Johann im Walde      | 2064               | 39,99            | 52               |
| 26. | Sankt Veit in Defereggen   | 791                | 61,48            | 13               |
| 27. | Schlaiten                  | 498                | 36,64            | 14               |
| 28. | Sillian (paese)            | 2082               | 36,26            | 57               |
| 29. | Strassen                   | 894                | 36,26            | 52               |
| 30. | Thurn                      | 634                | 12,26            | 52               |
| 31. | Tristach                   | 1243               | 18,78            | 66               |
| 32. | Untertilliach              | 279                | 36,34            | 8                |
| 33. | Virgen                     | 2128               | 88,82            | 24               |